# Cetola rubricosta
Cetola rubricosta là một loài bướm đêm trong họ Noctuidae.